# Comté de Stewart (Géorgie)
Pour les articles homonymes, voir Comté de Stewart.
Le comté de Stewart est un comté de l'État de Géorgie aux États-Unis dont la population était de 5 252 habitants lors du recensement de 2000. Le siège du comté est Lumpkin.

## Histoire
La région était habitée par les Amérindiens pendant la période précolombienne, comme l'atteste le site archéologique de Roods Landing le long de la Chattahoochee River au sud d'Omaha.
Stewart County fut créé par un décret de la Georgia General Assembly le 23 décembre 1830, sur des terres qui faisaient auparavant partie du comté de Randolph. Le comté fut ainsi nommé en l'honneur de Daniel Stewart, un vétéran de la Guerre d'indépendance et ancêtre du président Theodore Roosevelt.

## Démographie
| 1840   | 1850   | 1860   | 1870   | 1880   | 1890   |
| ------ | ------ | ------ | ------ | ------ | ------ |
| 12 933 | 16 027 | 13 422 | 14 204 | 13 998 | 15 682 |

| 1900   | 1910   | 1920   | 1930   | 1940   | 1950  |
| ------ | ------ | ------ | ------ | ------ | ----- |
| 15 856 | 13 437 | 12 089 | 11 114 | 10 603 | 9 194 |

| 1960  | 1970  | 1980  | 1990  | 2000  | 2010  |
| ----- | ----- | ----- | ----- | ----- | ----- |
| 7 371 | 6 511 | 5 896 | 5 654 | 5 252 | 6 058 |